# Jean Piccard
Pour l’article ayant un titre homophone, voir Jean Picard.
Pour les articles homonymes, voir Piccard.
Jean Piccard, de son nom complet Jean Felix Piccard né à Bâle le 28 janvier 1884 et mort à Minneapolis, États-Unis, le 28 janvier 1963, est un chimiste, ingénieur, professeur et aéronaute suisse, puis américain. 
Il est le fils de Jules Piccard - Haltenhoss (1841-1933) et le frère jumeau d'Auguste Piccard (1884-1962).
Jean Piccard est, avec un son frère Auguste, un des pionniers des vols stratosphériques et de la recherche sur les rayons cosmiques.
C'est en hommage à Jean Piccard et son frère qu'a été nommé le personnage de Jean-Luc Picard de la série Star Trek. Son frère jumeau Auguste, dont le physique est quasi identique à celui de Jean, inspire également l'apparence du professeur Tournesol créé par Hergé.

## Biographie

Jean Piccard (dans les cordes du ballon à gauche), avec son frère Auguste (à droite), auxiliaires dans la troupe aéronautique suisse, 1914-1918.

De 1902 à 1907, Jean Piccard étudie la chimie à l'École polytechnique fédérale de Zurich. Il obtient un doctorat en sciences naturelles en 1909. 
Il est ensuite assistant à Munich de 1909 à 1914. En 1914, il devient privat-docent (de 1914 à 1919), puis professeur extraordinaire (de 1919 à 1925) à Lausanne. Pendant ce temps, de 1916 à 1919, il est également professeur à l'université de Chicago.
Le premier vol des frères Jean et Auguste Piccard a lieu en 1913, à but scientifique. Au cours de la Première Guerre mondiale (1914-1918), Jean Piccard et son frère Auguste se portent volontaires en tant qu'aérostiers lors de leur service auxiliaire dans l'armée suisse (de).
En 1919, il épouse l'Américaine Jeannette Ridlon (1895-1981), qui sera conseillère de la NASA de 1964 à 1970. Il travaille sur de nombreuses expériences avec son épouse. Ils ont trois fils: John, Paul et Donald, dit Don (en) (ce dernier, aéronaute américain, né en 1926).
Dès 1924, Jean Piccard travaille pour divers laboratoires dans l'industrie et la recherche aux États-Unis, dont le Massachusetts Institute of Technology (de 1926 à 1929). 
En 1931, il prend la citoyenneté américaine.
En 1934, lors d'un vol en ballon effectué en compagnie de sa femme, Jean Piccard atteint l'altitude de 17 500 m, battant ainsi le record précédent (16 940 m) établi par son frère Auguste en 1932. C'est le premier vol effectué aux États-Unis dans le but d'étudier le rayonnement cosmique, et Jeannette Piccard, qui pilote le ballon, devient la première femme à atteindre la stratosphère.
De 1937 à 1952, il enseigne l'aéronautique à l'université du Minnesota. Ses travaux sur les colorants organiques le mènent à d'importantes découvertes dans les domaines de l'aérostatique et de la physique de la stratosphère, ouvrant la voie au développement du trafic aérien mondial (vitres antigel, convertisseur d'oxygène liquide).
Il meurt le 28 janvier 1963 à Minneapolis, le jour de son 79e anniversaire.
C'est en hommage à Jules Piccard et son frère jumeau Auguste Piccard qu'a été nommé le personnage de Jean-Luc Picard de la série Star Trek,.

## Distinctions
Jean Piccard a été nommé Docteur honoris causa de l'université de Strasbourg, du Jamestown College et de l'université du Sud de l'Illinois à Carbondale.